# Celastrus novoguineensis
Celastrus novoguineensis là một loài thực vật có hoa trong họ Dây gối. Loài này được Merr. & L.M.Perry mô tả khoa học đầu tiên năm 1941.